# Hibbertia nemorosa
Hibbertia nemorosa är en tvåhjärtbladig växtart som beskrevs av Toelken. Hibbertia nemorosa ingår i släktet Hibbertia och familjen Dilleniaceae. Inga underarter finns listade i Catalogue of Life.